# Onosma stridii
Onosma stridii är en strävbladig växtart som beskrevs av H. Teppner. Onosma stridii ingår i släktet Onosma och familjen strävbladiga växter. Inga underarter finns listade i Catalogue of Life.